# Stenaelurillus lesserti
Stenaelurillus lesserti là một loài nhện trong họ Salticidae.
Loài này thuộc chi Stenaelurillus. Stenaelurillus lesserti được Eduard Reimoser miêu tả năm 1934.